# PGC 332
LEDA/PGC 332 , auch UGC 31, ist eine Irreguläre Galaxie vom Hubble-Typ IAm im Sternbild Pegasus nördlich des Himmelsäquators. Sie ist rund 53 Millionen Lichtjahre von der Milchstraße entfernt und hat einen Durchmesser von etwa 20.000 Lichtjahren. Vom Sonnensystem aus entfernt sich das Objekt mit einer errechneten Radialgeschwindigkeit von näherungsweise 1.000 Kilometern pro Sekunde.
Gemeinsam mit NGC 14, NGC 7814, PGC 38, und PGC 889 bildet sie die NGC-7814-Gruppe.